# Coelorinchus macrochir
Coelorinchus macrochir es una especie de pez de la familia Macrouridae en el orden de los Gadiformes.

## Morfología
Cuerpo alargado, comprimido lateralmente, con la sección de la cola en forma de hilo. El cuerpo está cubierto de grandes escamas; cada escama tiene pequeñas espinas bastante anchas, dispuestas en 4-9 filas radiales. Las crestas en la cabeza están bien desarrolladas. La parte inferior de la cabeza está completamente cubierta de escamas. El hocico es corto, su longitud se ajusta de 2.8 a 3.4 veces la longitud de la cabeza; termina en un bulto redondeado. Tiene un bigote mentoniano. Los ojos son grandes, su diámetro se ajusta de 3.1 a 3.7 veces la longitud de la cabeza. La longitud de la mandíbula superior representa del 34 al 42% de la longitud de la cabeza; el extremo de la mandíbula llega a la vertical que pasa por el borde posterior del ojo. Los dientes en las mandíbulas están dispuestos en dos filas, siendo los dientes del interior más grandes. No hay dientes en el paladar ni en la faringe. En el interior del primer arco branquial hay 10-12 filamentos branquiales, y no hay filamentos branquiales en el exterior del arco branquial. Tiene dos aletas dorsales. En la primera aleta dorsal hay dos espinas y 9-11 radios blandos. El segundo radio de la primera aleta dorsal tiene una forma redondeada con un borde frontal suave. La segunda aleta dorsal y la aleta anal son largas, con los radios de la aleta extendiéndose hacia la cola. Las aletas pectorales tienen 16-20 radios blandos. Las aletas ventrales tienen 7 radios blandos. No hay aleta caudal. La abertura anal se encuentra en el medio entre las bases de las aletas ventrales y anales. El órgano luminoso se encuentra en la línea media del abdomen, justo delante de la abertura anal.
Los machos pueden llegar alcanzar los 68 cm de longitud total.
El cuerpo es marrón, el vientre con un tono azulado. La cavidad oral y branquial son de color oscuro; la zona sublingual y el borde posterior de la cavidad branquial son de color blanco. Las aletas son oscuras o de color negro.

## Alimentación
Come principalmente cochinillas de la humedad,  gambas y pecesitos.

## Hábitat
Es un pez de aguas profundas que vive entre 235-830 m de profundidad.

## Distribución geográfica
Se encuentra en el Japón y en el Mar de la China Oriental.